# Länsväg 113
De Zweedse weg 113 (Zweeds: Länsväg 113) is een provinciale weg in de provincie Skåne län in Zweden en is circa 21 kilometer lang. De weg ligt in het meest zuidelijke deel van Zweden.

## Plaatsen langs de weg
- Gårdstånga
- Eslöv
- Stockamöllan

## Knooppunten
- E22 en Länsväg 104 bij Gårdstånga
- Riksväg 17: gezamenlijk tracé van ruim 2 kilometer, bij Eslöv
- Riksväg 13 bij Stockamöllan